# 블러프 (프로게이머)
블러프(본명: 김현준, 2001년 3월 22일 ~ )는 대한민국의 리그 오브 레전드 프로게이머로 아이디는 Bluff이다. 포지션은 정글이다.

## 선수 생활
2019시즌을 앞두고 MVP에 입단하면서 프로 커리어를 시작했다. 스프링 시즌 2번의 출전 기록을 남겼다.
2020시즌을 앞두고 러너웨이에 입단했다. 챌린저스 입성에 도전했지만 CK 승격에는 실패했다.
2020년 3월, OZ 게이밍에 입단했다. 2020시즌 종료 후 팀에서 퇴단했다.

## 소속팀
| # | 팀명      | 소속 기간             | 소속 리그 | 비고 |
| - | --------- | --------------------- | --------- | ---- |
| 1 | MVP       | 2019.01.28~2019.06.05 | CK        |      |
| 2 | 러너웨이  | 2019.11.29~2019.12.27 | 아마추어  |      |
| 3 | OZ 게이밍 | 2020.03.27~2020       | CK        |      |

## 수상 내역
- LCK 아카데미 시리즈 2021 5월 대회 우승